# Mattia Lombardo
Mattia Lombardo (Genua, 14 februari 1995) is een Italiaans voetballer die doorgaans speelt als middenvelder. In september 2023 verruilde hij Torres voor Tau Altopascio.

## Clubcarrière
Lombardo speelde in de jeugdopleiding van Sampdoria en bij die club speelde hij tussen 2012 en 2014 bij het belofteteam, waarvan hij de aanvoerder werd. Nadat hij op 23 maart tegen Hellas Verona zonder speelminuten op de bank had gezeten, maakte de controlerende middenvelder zijn debuut voor het eerste elftal op 13 april; toen met 0–4 verloren werd van Internazionale. Hij mocht van coach Siniša Mihajlović invallen voor Angelo Palombo. Achtereenvolgens verhuurde Sampdoria de middenvelder aan Cremonese en Pontedera.
In de zomer van 2015 liet de middenvelder Sampdoria definitief achter zich en Pro Vercelli nam hem hierop over. Pro Vercelli verhuurde hem aan Mantova, maar voor beide clubs kwam Lombardo niet in actie. Reggiana werd in de zomer van 2016 zijn nieuwe werkgever. Na twee seizoenen ging hij spelen voor Lucchese. Lombardo liet Lucchese na een jaar achter zich om daarna te tekenen voor Siena. Na periodes bij Monopoli en Sambenedettese, tekende hij in 2021 voor een jaar bij Teramo. Het jaar erna werd Torres zijn nieuwe club. Aan het begin van het seizoen 2023/24 tekende Lombardo voor Tau Altopascio.